# Formica melanogastes
Formica melanogastes é uma espécie de formiga do gênero Formica, pertencente à subfamília Formicinae.